# 馬爾羅伊島
71°51′S 98°0′W / 71.850°S 98.000°W
馬爾羅伊島（英語：Mulroy Island），是南極洲的島嶼，位於埃爾斯沃思地的瑟斯頓島，處於諾維爾半島東端，在1960年2月由美國海軍探險隊發現，現時由南極條約體系管理。